# اثرات جانبی دارو

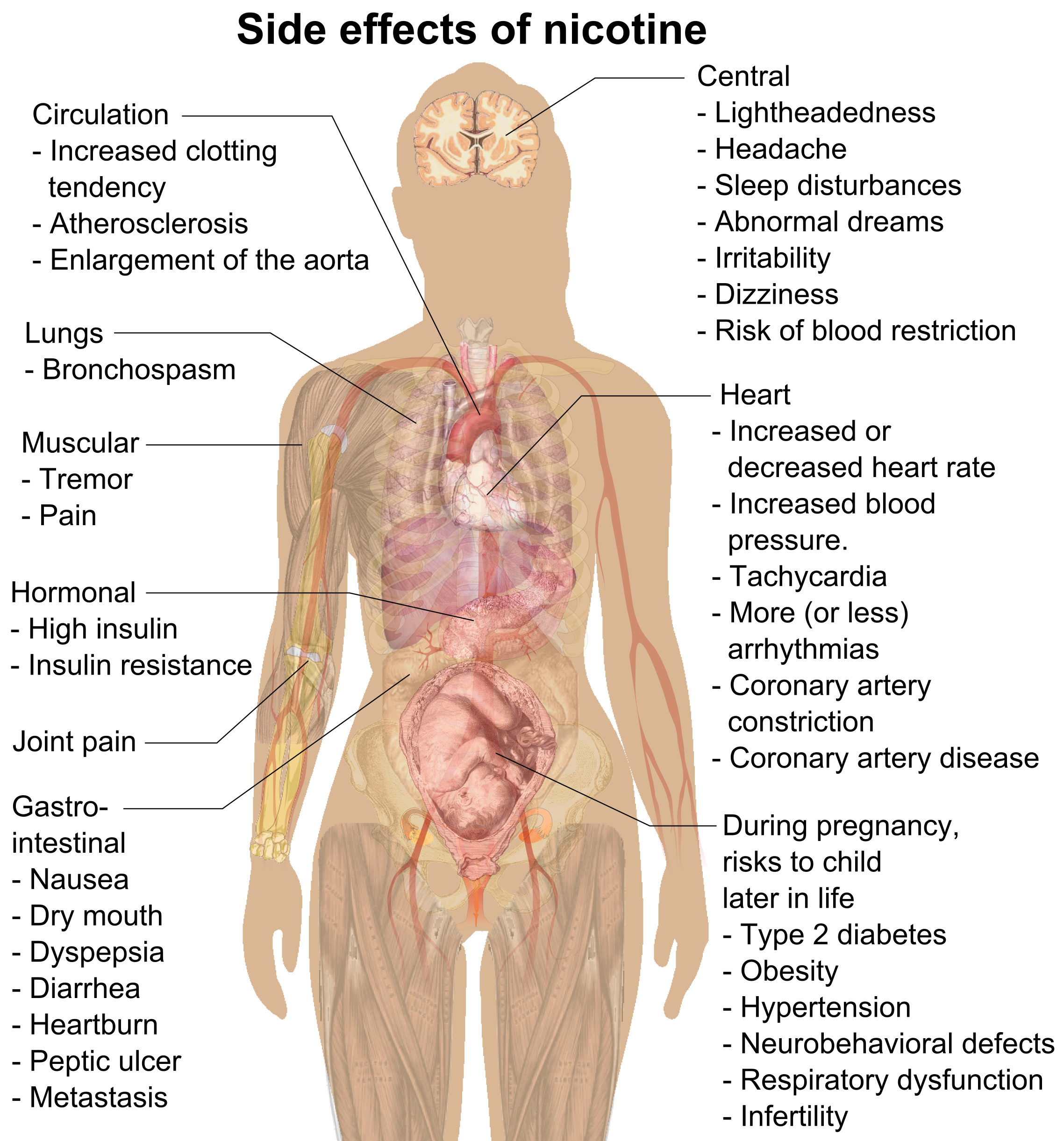
عوارض جانبی اصلی نیکوتین

در داروشناسی، اثر جانبی یا اثر کناری، اثری است که می‌تواند درمانی یا عارضه‌ای باشد و نسبت به اثری که فرد انتظار دارد ثانویه (دوم) است. با این که غالباً از این لغت برای توصیف عوارض ناخواسته استفاده می‌شود، اثرات جانبی ممکن است مفید باشند ولی در نتیجه مصرف دارو ناخواسته ایجاد شده‌اند.
داروها می‌توانند اثرات جانبیِ ناخواسته ایجاد کنند. برخلاف تصور عموم، که اثرهای جانبیِ دارو را فقط برای مصرف خودسرانهٔ دارو می‌دانند، باید دانست که اثرهای جانبیِ ناخواسته بر اثر مصرف همه نوع داروها ایجاد می‌شوند؛ هم داروهایی که توسط پزشک تجویز شده‌اند و هم داروهایی که بی‌نسخه تهیه می‌شوند.
برای نمونه، برخی داروها، مانند آنتی‌بیوتیکها، مانند خانوادهٔ پنی‌سیلینها، می‌توانند در افراد واکنش‌های حساسیتی ایجاد کنند. راش‌های پوستی، شایع‌ترین عارضهٔ واکنش‌های حساسیتی به پنیسیلین‌ها و آنافیلاکسی مهم‌ترین یا خطرناک‌ترین عارضهٔ متعاقب مصرف پنی‌سیلین‌ها به‌شمار می‌روند.